# Haritan
Haritan (arabe : حريتان, parfois Horitan) est une petite ville du nord de la Syrie qui dépend administrativement du gouvernorat d'Alep et du district du mont Siméon. Haritan est le chef-lieu du canton (nahié) du même nom. Elle comptait 12 937 habitants selon le recensement de 2004.

## Géographie
La ville se trouve au nord-ouest d'Alep proche de Ratyan, Bayanoun et Mayir au nord, Anadan, Yaqid al-Adas à l'ouest, Kafr Hamrah au sud et Cheikh Najjar à l'est. 